# Pleurogorgia
Pleurogorgia är ett släkte av koralldjur. Pleurogorgia ingår i familjen Chrysogorgiidae.
Kladogram enligt Catalogue of Life:
| Pleurogorgia | \| \| Pleurogorgia militaris \| \| \| \| \| \| Pleurogorgia plana \| \| \| \| |
|              | \| \| Pleurogorgia militaris \| \| \| \| \| \| Pleurogorgia plana \| \| \| \| |
|              | Chalcogorgia                                                                  |
|              |                                                                               |
|              | Chrysogorgia                                                                  |
|              |                                                                               |
|              | Distichogorgia                                                                |
|              |                                                                               |
|              | Iridogorgia                                                                   |
|              |                                                                               |
|              | Isidoides                                                                     |
|              |                                                                               |
|              | Metallogorgia                                                                 |
|              |                                                                               |
|              | Radicipes                                                                     |
|              |                                                                               |
|              | Rhodaniridogorgia                                                             |
|              |                                                                               |
|              | Simpsonella                                                                   |
|              |                                                                               |
|              | Stephanogorgia                                                                |
|              |                                                                               |
|              | Trichogorgia                                                                  |
|              |                                                                               |
|              | Xenogorgia                                                                    |
|              |                                                                               |
|              | Pleurogorgia militaris                                                        |
|              |                                                                               |
|              | Pleurogorgia plana                                                            |
|              |                                                                               |

|  | Pleurogorgia militaris |
|  |                        |
|  | Pleurogorgia plana     |
|  |                        |